# Кефрен
Кефрен (грч. Χεφρήν; познат и као Каф-Ра, Кафре) био је четврти египатски фараон из четврте династије. Његово име Каф-Ра значи „Изгледа као Ра“, по неким преводиоцима и „Устани Ра!“. Владао је приближно у периоду 2570—2530. п. н. е. О његовој личности и владавини постоји мало сведочанстава. Познат је пре свега по изградњи друге пирамиде код Гизе и по бројним статуама пронађеним у њеној околини. Верује се да је велика сфинга исклесана у време Кефренове владавине.

### Порекло
Кефрен је био син фараона Кеопса, док његова мајка није позната. По неким стручњацима он је иста личност као Кефкуфу I који се помиње у мастаби на источном гробљу Кеопсове пирамиде.
Дуго се сматрало да је најстарији Кефренов (полу)брат био Каваб, који је требало да буде Кефренов наследник, али је умро раније. По новијим истраживањима, Каваб је био Снефруов син и Кеопсов брат. Кефрена је наследио Бихерис, један други Кеопсов син. Остала Кефренова браћа су била (вероватно): Бабаеф I, Минхаеф и Хорђедеф.

## Владавина
Постоји неколико различитих мишљења о дужини Кеференове владавине. Неки аутори тврде да је владао између 2558. п. н. е. и 2532. п. н. е. Већина научника верује да је Кефренова владавина трајала између 24 и 26 година, на основу датума уклесаних на зидове мастабе принца Некуреа. Натпис указује на 12. годину пописа, па се претпоставља да се односи на Кефренову владавину, јер је Некуре био његов син.

## Пирамида
Таваница пирамиде је израђена од плоча. Оплата пирамиде је добро очувана у најнижим редовима. Улаз је са северне стране. Посмртни храм и храм у долини су добро очувани.

### Посмртни храм
Посмртни храм је смештен уз источну страну пирамиде. Израђен је од локалног кречњака, док су доњи делови оплате ређени од црвеног гранита. Од храма је водио ограђен прилаз, који је због осветљења могао бити наткривен размакнутим плочама. Двориште је било украшено фараоновим статуама. На западу храма било је 5 капела, од којих је свака имала по једну статуу и барку.

### Храм у долини
Храм се налазио на каналу, т. ј. рукавцу, да би поворка могла каналом да уће у храм, одакле би стигла до храма мртвих. Имао је два улаза са истока, испред којих се вероватно налазио по пар сфинги. Сваки улаз је водио у попречну просторију из који се улазило у главну просторију са статуама фараона. Под је био од алабастера.

## Велика сфинга
Сфинга се налази северно од почетка улаза у Кефренов храм у долини. Постоје различите претопставке о томе ко је саградио сфингу; од тога да је дело Кефрена или Кеопса, али и да је знатно старија. Сфинга је знатно оштећена, јер су за изградњу коришћени слојеви камена различите чврстине. На челу сфинге налазила се краљевска кобра, на глави је немес или клафт (фараонова марама). Испред ње су остаци храма који је грађен слично Кефреновом.
Димензије:
- Ширина лица 4m 15cm
- Ширина уха 1m 97cm
- Ширина уста 2m 32cm